# بقاء الدرز الجبهي
بقاء الدرز الجبهي بالإنجليزية:(Metopism) هو حالة وجود درز جبهي دائم،  أو بقاء الدرز الجبهي في الجمجمة البشرية البالغة. يسمى الالتحام (التعظم) المبكر للدروز القحفية بتعظم الدروز الباكر، فيكون «بسيطاً» عندما يتعلق الأمر بالتحام درز قحفي واحد فقط، ويكون «مركباً» عندما يتعلق الأمر بالتحام درزين أو أكثر من الدروز القحفية. بقاء الدرز الجبهي هو عكس تعظم الدروز الباكر. السبب الرئيسي لوجود الدرز الجبهي هو زيادة حجم الحفرة القحفية الأمامية. يشمل العظم الجبهي: الجبهة وسقوف حجاج العين (التجويف العظمي للعين). يتألف العظم الجبهي من جزء رأسي (صدفة العظم الجبهي) وجزء أفقي (جزء محجري). بعض البالغين لديهم درز جبهي أو أمامي في الجزء الرأسي للعظم الجبهي. في فترة الحمل في النصفين الأيمن والأيسر من المنطقة الجبهية للجنين يوجد نسيج ضام. يظهر في كل نصف مركز تعظم أولي في نهاية الشهر الثاني للجنين. يمتد مركز التعظم الأولي ليشكل النصف المقابل من الجزء الرأسي (القشرة) والجزء الأفقي (الجزء المحجري) من العظم الجبهي.
عند الولادة، يحتوي العظم الجبهي على نصفين، يفصل بينهما الدرز الجبهي (الأمامي). بقائه هو حالة وجود الدرز الجبهي بشكل دائم. يتم تسطيح الدرز الجبهي بانتظام (باستثناء الجزء السفلي منه) حتى عمر الثماني سنوات، ولكنه نادرًا ما يستمر طوال الحياة. لا يوجد سبب واحد مثبت لبقاء هذا الدرز. بقائه يتدرج من الحالات الخفيفة إلى الخطيرة. قد تحدث مشاكل بصرية، أو سلوكية، أو في التعلم عند بقاء الدرز الجبهي بحالته الخطيرة. البعض لا يحتاج إلى أي علاج طبي.كما أن الجراحة هي علاج ناجح لأولئك الذين يحتاجون إليها. يشمل المعالجون لهذه الحالات: جراحي الأعصاب وجراحي التجميل أطباء الأعصاب وجراحي الفم والوجه والفكين وأخصائيي السمع أخصائيي التمريض في علم الأعصاب ومعالجي النطق والمعالجيين الفيزيائيين وأطباء الأسنان وأخصائيي الأنف والأذن والحنجرة وأطباء العيون والأطباء النفسيين وعلماء النفس والأخصائيين الاجتماعيين.

## صورة إضافية

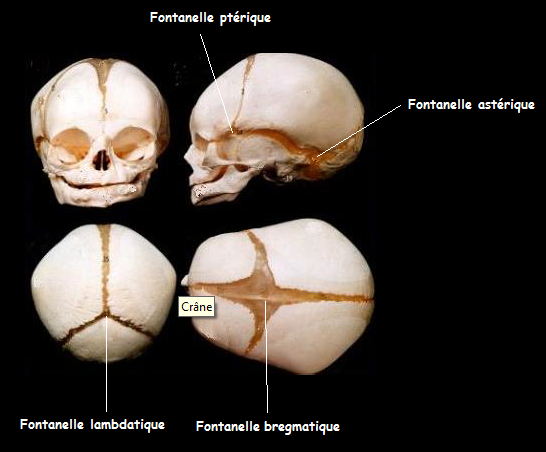
يتكون العظم الجبهي للأطفال من جزأين